# 4D 테니스
4D 테니스, 혹은 월드 투어 테니스, 월드 테니스 챔피언십은 4D 스포츠 시리즈의 모션 캡처 애니메이션이 포함된 3D 테니스 컴퓨터 게임이다.  

## 같이 보기
- 4D 스포츠 복싱
- 4D 스포츠 드라이빙 -